# Pirátská republika
Pirátská republika (anglicky Republic of Pirates) byla v letech 1706–1718 volná konfederace pirátů (dřívějších korzárů) se základnou na Bahamách s centrem ve městě Nassau na ostrově New Providence. Vedle tohoto ostrova ovládali piráti také okolní dosud neobydlené ostrovy. Nejednalo se o republiku v pravém slova smyslu, ale o uskupení řídící se pirátským kodexem. V čele stáli pirátští kapitáni Benjamin Hornigold (1706–1716), Henry Jennings (1706–1716) a Edward „Černovous“ Thatch (1716–1718).
Pirátství na Bahamách působilo ztráty námořnímu obchodu v oblasti Západní Indie. Stav trval až do roku 1718, kdy nově zvolený guvernér Bahamských ostrovů Woodes Rogers vpadl do Nassau a obnovil zde britskou správu. Rogers, který sám býval privatýrem, udělil pak bahamským pirátům milost známou jako „King's Pardon“. Přestože se mnozí z omilostněných v dalších letech navrátili k praktikám pirátství, Bahamy již zůstaly plně v rukou Britů.